# Кина
Кина (кин: 中国; пин: Zhōngguó), званично Народна Република Кина (скр. НР Кина или НРК; кин: 中华人民共和国; пин: Zhōnghuá Rénmín Gònghéguó), држава је у источној Азији. Кина је друга држава по броју становника и четврта по површини. Подељена је на 23 покрајине, пет аутономних области, четири града под непосредном управом (Пекинг, Тјенцин, Шангај и Чунгкинг) и две специјалне административне области (Хонгконг и Макао). Главни град је Пекинг, док финансијски центар представља Шангај.
Кина се сматра једном од колевки цивилизације. Први људи на овом подручју појавили су се током палеолита. До касног 2. миленијума пре нове ере, најраније династичке државе су се јавиле у сливу реке Хуангхе. Између 8. и 3. века п. н. е. дошло је до слома ауторитета династије Џоу. Године 221. п. н. е. Кина је уједињена, што је довело до управе империјалних династија, међу којима су династије Ћин, Хан, Танг, Јуан, Минг и Ћинг. Услед проналаска барута и папира, успостављања Пута свиле и изградње Кинеског зида, кинеска култура је процветала и изразито утицала на оближње земље.
Током владавине династије Ћинг, Кина је потписала низ неправедних споразума. Синхајска револуција из 1911. збацила је монархију, док је наредне године успостављена Република Кина. Новонастала држава је била нестабилна, док је током ере господара рата уследила фрагментација, која је окончана након Северне експедиције коју је водио Куоминтанг (КМТ). Кинески грађански рат је почео 1927. након што је КМТ спровео масакр над припадницима Комунистичке партије Кине (КПК). Године 1949. КПК је успоставила контролу над већим делом земље, прогласивши Народну Републику Кину и приморавши КМТ да се повуче на острво Тајван. Уследили су Велики скок напред и Културна револуција, након којих је дошло до потпуног процвата комунизма.
Кина је једна од пет сталних чланица Савета безбедности УН. Чланца је организација као што су БРИКС, Г20, Азијско-пацифичка економска сарадња и Шангајска организација за сарадњу. Привреда Кине чини отприлике петину светске економије и једна је од највећих економија на свету са најбржим растом, као и највећи светски произвођач и извозник, али и други по величини увозник. Кина је држава са нуклеарним оружјем и највећом активном војском на свету, као и другим по величини буџетом за одбрану. Кина је велика сила и описана је као суперсила у настајању. Позната је по својој кухињи и култури. Има 59 Унескових места светске баштине, што је други највећи број у било којој земљи.

## Етимологија
Порекло речи „Кина” сеже кроз португалски, малајски и персијски, све до санскртске речи Cīna, која се користила у древној Индији.
Српски, већина индоевропских и многи други језици користе различите облике назива China и префиксе Sino- или Sin- изведене из латинске речи Sina. Реч China је први пут забележио португалски истраживач Дуарте Барбоза. Барбозин облик је изведен из персијске речи Chīn (چین), а која потиче од санскртске речи Cīna (चीन). Реч Cīna је први пут коришћена у раним хинду списима, укључујући Махабхарату (5. век п. н. е.) и Мануов законик (2. век п. н. е). Мартино Мартини је 1655. године изнео претпоставку да реч China је изведена из назива династије Ћин (221—206. година п. н. е). Иако се ово извођење и даље наводи у различитим изворима, порекло санскртске речи је упитно. Алтернативни предлози укључују називе за Јеланг или Ђинг (Чу) државу.
Званичан назив савремене државе је „Народна Република Кина” (кин: 中华人民共和国; пин: Zhōnghuá Rénmín Gònghéguó). Краћи облик је „Кина” Zhōngguó (中国), од zhōng („средишња”) и guó („држава”), термин који се развио у доба династије Западни Џоу и односи се на њене краљевске поседе. Затим се термин односио на подручје око града Луоји (данашњи Луојанг) током династије Источни Џоу и затим на кинеску Средишњу висораван, пре него што је коришћен као повремени синоним за државу под династијом Ћинг. Често је коришћен као културни концепт за разликовање Хуасја народа од „варвара”.

## Географија
Крајолик Кине је простран и разнолик, а простире се од пустиња Гоби и Такла Макан на сувом северу до суптропских шума на влажнијем југу. Планине Хималаји, Каракорум, Памир и Тјен Шан одвајају Кину од већег дела јужне и средње Азије. Реке Јангце и Хуангхе су трећа и шеста најдужа река на свету, а теку од Тибетске висоравни до густо насељене источне обале. Кинеска обала дуж Тихог океана дуго је 14.500  и омеђена је Бохајским, Жутим, Источним кинеским и Јужним кинеским морем.
На истоку, уз обале Жутог и Источног кинеског мора, простиру се простране и густо насељене алувијалне равнице, док на ивицама Монголске висоравни на северу преовлађују пространи травњаци. На југу Кине преовлађују брда и ниски планински венци, док се у средишњем истоку налазе делте две највеће реке у Кини — Хуангхе и Јангце. Остале веће реке су Сиђанг, Меконг, Брамапутра и Амур. На западу се налазе највећи планински венци, пре свега Хималаји. Високе висоравни се налазе међу сушнијим пределима севера, као што су пустиње Такла Макан и Гоби. Највиша тачка на свету, Монт Еверест (8.848 ), налази се на граници Кине са Непалом.

### Клима
Климом Кине доминирају углавном сушне сезоне и влажни монсуни, што доводи до изражених разлика у температури између зиме и лета. Током зиме, северни ветрови долазе са високих географских ширина и они су хладни и суви, док током лета јужни ветрови са приобалних подручја у ниским географским ширинама су топли и влажни. Клима се разликује од регије до регије, јер земља има веома комплексну топографију.
Главно питање заштитне животне средине у Кини је континуирано ширење пустиња, посебно пустиње Гоби. Иако су дрвореди засађени 1970-их смањили учесталост пешчаних олуја, дуготрајне суше и лоша пољопривредна пракса довеле су прашњавих олуја које захватају север Кине свако пролеће, а које су се затим прошириле на остале делове источне Азије, међу којима су и Јапан и Кореју. Квалитет воде, ерозија и контрола загађења постали су важна питања у односима Кине са другим државама. Топљење ледника на Хималајима потенцијално би могло довести до несташице воде за стотине милиона људи. Према академицима, да би се климатске промене у Кини ограничиле на 1,5 °C, производња електричне енергије из угља у Кини без геолошког складиштења угљен-диоксида мора бити укинута до 2045.
Кина има веома погодну климу за пољопривреду и највећи је произвођач пиринча, пшенице, парадајза, патлиџан, грожђа, лубенице и спанаћа на свету. Године 2021. око 12% глобалних трајних ливада и пашњака налазило се у Кини, као и 8% глобалних усева.

### Биодиверзитет
Кина је једна од 17 држава са високом биолошком разноликошћу, а налази се између две главне екозоне на земљи: палеарктичке и индомалајске. Кина има преко 34.687 врста животиња и васкуларних биљака, што је чини трећом земљом са највећом биолошком разноликошћу на свету, после Бразила и Колумбије. Године 1991. била је једна од потписница Конвенције о биолошкој разноликости у Рио де Жанеиру. Године 2010. чинила је Националну стратегију и акциони план за биолошку разноликост.
Кина је дом за најмање 551 врсту сисара (трећа по бројности на свету), 1.221 врсту птица (осма), 424 врсте гмизаваца (седма) и 333 врсте водоземаца (седма). Дивље животиње у Кини деле станиште са једном од највећих светских популација људи и подносе акутни притисак. Најмање 840 животињских врста је у Кини угрожено, рањиво или у опасности од локалног истребљења, углавном због људске делатности као што су уништавања природних станишта, загађење и криволов због исхране, крзна и састојака за традиционалну кинеску медицину. Угрожени дивљи свет је заштићен законом, а од 2005. године у Кини има преко 2.349 природних резервата, који покривају укупну површину од 149,95 милиона хектара, односно 15% укупне копнене површине Кине. Потврђено је да је кинески речни делфин изумро 12. децембра 2006. године.
Кина има преко 32.000 врста васкуларних биљака, а и дом је разних типова шума. Хладне четинарске шуме преовлађују на северу земље и оне су дом за животињске врсте попут лоса и азијског црног медведа, заједно са преко 120 врста птица. Подножје влажних четинарских шума може садржати непроходне бамбусе. У вишим планинским крајевима налазе се клека и тиса, а бамбусе замењују рододендрони. Суптропске шуме, које доминирају средњом и јужном Кином, дом су за 146.000 врста биљака. Тропске и сезонске кишне шуме, нарочито у Јунану и Хајнану, садрже четвртину свих животињских и биљних врста у Кини. Кина има преко 10.000 забележених врста гљива, а међу њима је готово 6.000 виших гљива.

### Животна средина
Последњих деценија, Кина је патила од озбиљног нарушавања животне средине и загађења. Иако су прописи, попут Закона о заштити животне средине из 1979. године прилично строги, слабо се примењују, јер их месне заједнице и владини званичници често не поштују у корист брзог привредног развоја. Загађење градског ваздуха је озбиљно здравствено питање у земљи, Светска банка је 2013. проценила да се 16 од 20 најзагађенијих градова на свету налазе у Кини. Кина је земља са највећим бројем смртних случајева због загађења ваздуха, а процењује се да је загађење узрок смрти око 1,14 милиона људи. Кина је највећи емитер угљен-диоксида на свету. Земља такође има значајне проблеме са загађењем воде: 40% река у Кини је до краја 2011. године било загађено индустријским и пољопривредним отпадом. Унутрашњи ресурси слатке воде Кине по глави становника су 2014. године смањени на 2.062 3, док је у Северној кинеској низији био испод 500 3, док су у свету били 5.920 3.
У Кини, тешки метали такође изазивају загађење животне средине. Загађење тешким металима је неорганска хемијска опасност, коју углавном узрокују олово (Pb), хром (Cr), арсен (As), кадмијум (Cd), жива (Hg), цинк (Zn), бакар (Cu), кобалт (Co) и никл (Ni). Пет метала међу њима — олово, хром, арсен, кадмијум и жива — кључни су загађивачи тешким металима у Кини. Загађивачи тешким металима углавном долазе из рударства, наводњавања канализацијом, производњом производа који садрже метале и других сродних производних делатности. Висок ниво изложености тешким металима такође може изазвати трајне интелектуалне и развојне тешкоће, укључујући потешкоће у читању и учењу, проблеме у понашању, губитак слуха, поремећај пажње и поремећаје у развоју визуелних и моторичких функција. Према подацима државног пописа загађења, Кина има више од 1,5 милиона места изложених тешким металима. Укупна количина испуштених тешких метала у отпадне воде, отпадне гасове и чврсти отпад је око 900.000 тона сваке године у периоду 2005—2011.
Међутим, Кина је водећи светски инвеститор у обновљиве изворе енергије и њихову комерцијализацију, а само у 2011. години уложене су 52 милијарде америчких долара; главни је произвођач технологија обновљивих извора енергије и даје велика улагања у мјесне пројекте обновљивих извора енергије. До 2015. године, преко 24% енергије у Кини добијено је из обновљивих извора, а највише од хидроелектрана: укупни инсталирани капацитет од 197 гигавата чини Кину највећим произвођачем хидроелектричне енергије на свету. Кина такође има највећи енергетски капацитет инсталираног соларног и фотонапонског система и систем енергије ветра на свету. Влада Кине је 2011. године најавила да планира улагање од 4 билиона јуана (619 милијарди америчких долара) у водоводну инфраструктуру и пројекте за десалинизацију током десет године и да доврши изградњу система за спречавање поплава и против суше до 2020. године. Кина је 2013. године започела петогодишњи напор вредан 277 милијарди америчких долара за смањење загађења ваздуха, нарочито на северу земље.

### Политичка географија
Народна Република Кина је друга највећа држава на свету према површини копна и трећа највећа према укупној површини. Укупна површина Кине је око 9.600.000 2. Подаци о специфичним површинама крећу се од 9.572.900 км² према Енциклопедији Британика, до 9.596.961 2 према Демографском годишњаку УН-а и Светској књизи чињеница Ције.
Кина има најдужу комбиновану копнену границу на свету, дужине 22.117  од ушћа реке Јалу до Тонкиншког залива. Кина се граничи са 14 држава. Кина се простире на већем делу источне Азије, а граничи се са Вијетнамом, Лаосом и Мјанмаром у југоисточној Азији; Индијом, Бутаном, Непалом, Авганистаном и Пакистаном у јужној Азији; Таџикистаном, Киргистаном и Казахстаном у средњој Азији; и Русијом, Монголијом и Северном Корејом у унутрашњој Азији и североисточној Азији. Додатно, Кина дели поморске границе са Јужном Корејом, Јапаном, Вијетнамом и Филипинима.

## Историја

### Праисторија
Археолошки докази показују да су рани хоминиди насељавали Кину прије између 2,24 милиона и 250.000 година. У пећини у Џоукоудјену у близини Пекинга, пронађени су фосили Пекиншког човјека, Хомо еректуса који је користио ватру; фосили датирају из периода између 680.000 и 780.000 година. Фосилизовани зуби Хомо сапијенса (датирани прије 125.000—80.000 година) откривени су у пећини Фујен у округу Дао у покрајини Хунан. Кинеско протописмо постојало је у Ђахуу око 7.000 година прије н. е, у Дамајдију око 6.000 година прије н. е, у Дадивану у периоду 5.800—5.400 година прије н. е. и у Банпоу из периода од око 5. миленијума прије н. е. Неки научници су сугерисали да су Ђаху симболи (7. миленијум прије н. е.) представљали најранији кинески систем писања.

### Рани империјални период
Према кинеској традицији, прва династија је била династија Сја, која је настала око 2100. године прије н. е. Династија Сја означила је почетак кинеског политичког система заснованог на насљедним монархијама, или династијама, које су трајале хиљадама година. Историчари су сматрали династију митском све док научним ископавањима нису открили налазишта из раног бронзаног доба 1959. године у Ерлитоуу у Хенану. Остаје нејасно јесу ли та налазишта остаци династије Сја или неке друге културе из истог периода. Сљедећа династија Шанг је најранија династија потврђена савременима записима. Династија Шанг је владала долином Жуте ријеке у источној Кини од 17. до 11. вијека прије н. е. Записи на оклопима корњача (од око 1500. године прије н. е.) представљају најстарији облик кинеског писма до сада и непосредни је претходник данашњег кинеског писма.
Династију Шанг је покорила династија Џоу, која је владала између 11. и 5. вијека прије н. е, иако су феудални господари полако поткопавали централизовану власт. Много независних држава је на крају настало од ослабљене државе Џоу и стално су међусобно ратовале у 300-годишњем Периоду Прољећа и Јесени, тек повремено се супротстављајући цару из династије Џоу. До Периода зараћених држава од 5. до 3. вијека прије н. е. у данашњој Кини је је постојало седам моћних држава.

### Империјална Кина
Период зараћених држава је завршен 221. године прије н. е. након што је држава Ћин освојила осталих шест краљевстава, уједињујући Кину и успостављајући доминантни поредак аутократије. Ћин Ши Хуанг прогласио се Првим царем из династије Ћин. Усвојио је легалистичке реформе у цијелој Кини, посебно принудну стандардизацију кинеских карактера, мјерења, ширине пута (тј. дужина осовина колица) и валуте. Његова династија је покорила Јуе племена у данашњем Гуангсију, Гуангдунгу и сјеверном Вијетнаму. Династија Ћин је владала само петнаест година, недуго након смрти Првог цара, јер су његове опште ауторитативне политике довеле до опште побуне.
Након општег грађанског рата током којег је царска библиотека у Сјенјангу запаљена, појавила се династија Хан која је владала Кином у периоду 206—220. године прије н. е, стварајући културни идентитет међу становницима који се још увијек налази у етнониму Хан Кинеза. Династија Хан је знатно проширила територију царства, војним походима које су достигле средњу Азију, Монголију, Јужну Кореју и Јунан, као и поновно заузимање Гуангдонга и сјеверног Вијетнама од Нанјуеа. Појавном Хан Кине у средњој Азији и Согдијани помогло је успостављању копнене руте Пута свиле, који је замијенио ранију руту преко Хималаја до Индије. Хан Кина је постепено постала највећа привреда древног свијета. Упркос почетној децентрализацији и службеном напуштању Ћинове филозофије легализма у користи конфуцијанизма, Ћинове легалистичке институције и политике су и даље користиле династији Хан и њеним сљедбеницима.
По крају династије Хан, услиједио је период сукоба познат као Три краљевства, чије су средишње фигуре касније овјековјечене у једном од Четири класика кинеске књижевности. На крају, династија Ђин је брзо свргнула Веја. Династија Ђин је пала у грађанском рату по успону цара са потешкоћама у развоју; недуго затим Пет варвара је напало и завладало сјеверном Кином као Шеснаест краљевстава. Сјанби су их ујединили као Сјеверни Веј, а чији је цар Сјаовен преокренуо политику апартхејда својих претходника и извршио драстичну синификацију својих поданика, увелико их интегришући у кинеску културу. На југу, генерал Љу Ју осигурао је абдикацију династије Ђин у корист династије Љу Сјунг. Различити насљедници ових држава постале су познате као Сјеверне и Јужне династије, а те двије области је коначно ујединила династија Суеј 581. године. За вријеме династије Суеј извршена је реформа пољопривреде, економије и систем царских испита, изграђен Велики канал, а династија је била покровитељ будизма. Међутим, династија је убрзо урушила када је обавеза за јавне радове и неуспјели рат у сјеверној Кореји довео до општих немира.
Под наредним династијама Танг и Сунг, кинеска економија, технологија и култура ушле су у златно доба. Танг Кина је повратила контролу над Западним регијама и Путем свиле, довела трговце до Месопотамије и Рога Африке, а од пријестонице Чанг’ан направила космополитску урбану област. Међутим, уништена је и ослабљена током побуне Ана Лушана у 8. вијеку. Танг Кина се потпуно распала 907. године када су мјесни војни гувернери постали необуздани. Династија Сунг је окончала сепаратистичку ситуацију 960. године, што доводи до равнотеже снага између Сунга и Љаоа. Сунг је била прва влада у свјетској историји која је издавала папирни новац и први кинески субјекат који је основао сталну морнарицу, а коју је подржавала развијена индустрија бродоградње заједно са поморском трговином.
Између 10. и 11. вијека, број становника Кине се удвостручио на 100 милиона људи, углавном због ширења узгоја пиринча у средњој и јужној Кини и производње обилних вишкова хране. Династија Сунг је свједочила препороду конфуцијанизма, као одговор на раст будизма током династије Танг и процвату филозофије и умјетности, када су пејзажна умјетност и порцулан доведени на нове нивое зрелост и сложености. Међутим, слабост војске Сунга уочили су џурченска династија Ђин. Током сунгско-ђинског рата 1127. године заробљен је цар Хуејцунг Сунг и пријестоница Бјенђинг је заузета. Остаци династије Сунг су се повукли у јужну Кину.
У 13. вијеку дошло је до монголског освајања Кине. Монголски Велики кан Кублај је 1271. године успоставио династију Јуан; за вријеме његове владавине Јуан је освојила остатке Сунг династије 1279. године. Прије монголске инвазије, Сунг Кина је имала 120 милиона становника; овај број је смањен на 60 милиона до пописа становништва 1300. године. Сељак Џу Јуенџанг је свргнуо династију Јуан 1368. и основао династију Минг као цар Хунгву. Под династијом Минг, Кина је достигла још једно златно доба, развијајући једну од најјачих морнарица на свијету и богати и просперитетну привреду усљед процвата умјетности и културе. У том периоду је адмирал Џенг Хе предводио поморске експедиције преко Индијског океана, пловећи до обала источне Африке.
У раним годинама династије Минг, пријестоница Кине је премјештена из Нанџинга у Пекинг. Са зачецима капитализма, филозофи као што су Ванг Јангминг су даље критиковали и ширили неоконфуцијанизам концептима индивидуализма и једнакости четири занимања. Учењак-службеник постао је подршка индустрији и трговини у покретима бојкота пореза, које су, заједно са несташицама хране и одбраном од јапанских инвазија на Кореју (1592—1598) и манџурском инвазијом, довеле до исцрпљења ризница.
Пекинг је 1644. године заузела коалиција сељачких побуњеничких снага коју је предводио Ли Циченг. Цар Чунгџенг је починио самоубиство када је град пао. Манџурска династија Ћинг, у савезу са генералом Вуом Сангуејом, збацила је Лијеву краткотрајну династију Шуен и преузела контролу над Пекингом, који је постао нова пријестоница династије Ћинг.

### Касни империјални период
Династија Ћинг, која је трајала од 1644. до 1912. године је била посљедња кинеска царска династија. Њено освајање Минга (1618—1683) коштало је 25 милиона живота, а економија Кине се драстично смањила. Послије краја Јужног Минга, даљим освајањем Џунгарског каганата у састав Кине додате су Монголија, Тибет и Синђанг. Централизована аутократија је ојачана како би разбила антићинска осјећања политиком врједновања пољопривреде и обуздавања трговине, хајђин (’поморска забрана’), као и идеолошком контролом представљену кроз књижевну инквизицију, узрокујући друштвену и технолошку стагнацију. Средином 19. вијека династија се суочила са западњачким империјализмом у Опијумским ратовима са Британијом и Француском. Кина је била приморана да плати компензацију, отвори луке из уговора, дозволи екстериторијалност за стране држављане и уступи Хонгконг Британцима по споразуму из Нанкинга из 1842, првом од Неправедних споразума. Први кинеско-јапански рат (1894—1895) за посљедицу је имао губитак утицаја Кине на Корејском полуострву, као и уступање Тајвана Јапану.
Династија Ћинг се такође суочавала са унутрашњим немирима у којима је живот изгубило на десетине милионе људи, посебно у побуни Бијелог лотоса, неуспјелом Тајпиншком устанку који је опустошио јужну Кину 1850-их и 1860-их и Дунганшки устанак (1862—1877) на сјеверозападу. Почетни успјех Покрета самоојачања из 1860-их је уназађен низом војних пораза током 1880-их и 1890-их.
У 19. вијеку почело је велико исељавање Кинеза. Губитке због емиграције појачали су губици у сукобима и катастрофама као што су Сјевернокинеска глад (1876—1879), у којој је умрло између 9 и 13 милиона људи. Цар Гуанг-сју је 1898. предложио план реформи да се успостави модерна уставна монархија, али је његове планове спријечила царица Циси. Неуспјешни антизападњачки Боксерски устанак (1899—1901) је додатно ослабио династију. Иако је Циси подржавала амбициозни програм реформи, Синхајска револуција (1911–1912) довела је до краја династије Ћинг и успостављања Републике Кине.

### Република (1912—1949)
Република Кина је успостављена 1. јануара 1912. године, а Суен Јатсен, вођа странке Куоминтанг, проглашен је за привременог предсједника. Међутим, дужност предсједника је касније додјељена Јуану Шикају, бившем генералу династије Ћинг, који се 1915. прогласио царем Кине. Суочен са осудама народа и противљењем у редовима сопствене Бејаншке војске, био је приморан да абдицира и поновно успостави републику.
Послије смрти Јуана Шикаја 1916. године, Кина је политички издијељена. Влада са сједиштем у Пекингу међународно је призната, али готово немоћна; феудални милитанти су контролисали већи дио њене територије. Крајем двадесетих година, Куоминтанг, предвођен Чанг Кај Шеком, тадашњим директором Војне академије Републике Кине, успио је да уједини земљу под својом контролом низом спретних војних и политичких маневара, познатих као Сјеверни поход. Куоминтанг је премјестио главни град земље у Нанђинг и спроводио „политичко старатељство”, које је било прелазна фаза политичког развоја зацртаног у програму „Три народна начела” Сан Јат-сена за преображај Кине у модерну демократску државу. Политичка подјела Кине отежавала је Чангу борбу против комунистичке Народноослободилачке армије, против које је Куоминтанг водио рат од 1927. године. Куоминтанг је у почетку успјешно водио рат, нарочито након што се НОА повукла у Дугом маршу, све док јапанска агресија и Сијански инцидент 1936. године нису приморали Чанга да се супротстави Јапану.
Други кинеско-јапански рат (1937—1945), ратиште Другог свјетског рата, изњедрио је нелагодан савез Куоминтанга и НОА. Јапанска окупационе снаге починиле су бројне ратне злочине над цивилним становништвом; укупно је погинуло чак 20 милиона кинеских цивила. Процјењује се да је само у Нанђингу током јапанске окупације масакрирано од 40.000 до 300.000 Кинеза. Током рата, Кина је, заједно са УК, САД и СССР, означена као „старатељство моћних”, а у Декларацији ОУН-а препознати су као савезничка „Велика четворка”. Упоредо са три остале велике силе, Кина је била једна од четири главна савезника Другог свјетског рата, а касније је сматрана једном од главних побједника у рату. Након предаје Јапана 1945. године, Тајван, укључујући Пенху, враћени су под кинеску контролу. Кина је из рата изашла као побједник, али ратом опустошена и финансијски исцрпљена. Стално неповјерење између Куоминтанга и комуниста довело је до наставка грађанског рата. Уставна власт успостављена је 1947. године, али због непрестаних немира, многе одредбе устава Републике Кине никада нису примјењиване у копненој Кини.

### Народна Република (1949—данас)
Главна борба у грађанском рату окончана је 1949. године у тренутку када је Комунистичка партија Кине имала контролу над већим дијелом копнене Кине, а Куоминтанг се повлачио, сводећи своју територију само на Тајван, Хајнан и њима оближња острва. Предсједавајући Комунистичке партије Мао Цедунг је 21. септембра 1949. године прогласио Народну Републику Кину говором на Првом пленарном засједању Кинеске народне политички консултативне конференције. Након тога је услиједило масовно славље на Тргу Тјенанмен 1. октобра, на којем је Мао Цедунг издао јавно проглашење испред Тјенанменске капије, а дан је постао Национални дан новопроглашене земље.  Створена је и прва влада Народне Републике Кине а њен председник од 1949. до 1976. био је Џоу Енлај. Народноослободилачка армија је 1950. године заузела Хајнан од Републике Кине и припојила Тибет. Међутим, преостале снаге Куоминтанга наставила су да праве побуне у западној Кини током педесетих година, a Сједињене Америчке Државе су спречавале до 1971. године да Народна Република Кина заузме место које јој припада у УН.
Комунистичке власти су учврстиле популарност међу сељацима земљишном реформом, која је укључивала погубљење између 1 и 2 милиона земљопосједника. Кина је развила независни индустријски систем и сопствено нуклеарно оружје. Кинеско становништво се повећало са 550 милиона 1950. на 900 милиона 1974. године. Међутим, Велики скок напред, идеалистички масовни реформски пројекат, резултовао је смртним исходом за 15—35 милиона људи у периоду од 1958. до 1961, углавном од глади. Мао и његови савезници су 1966. године покренули Културну револуцију, која је изазвала десетљеће политичких оптужби и социјалних преокрета,који су трајали све до Маове смрти 1976. године. После поправљања односа са САД, Резолуцијом 2758 Генералне скупштине УН из октобра 1971. године, Народна Република Кина замијенила је Републику Кину у Организацији уједињених нација и заузела мјесто као стална чланица Савјета безбједности ОУН-а.
Пред смрт у јануару 1976. године Џоу Енлај уверио је војне команданте да помогну Денг Сјаопингу да остане у владу Народне Републике Кине. Након Маове смрти, тзв. Четворочлана банда је брзо ухапшена крајем 1976. године и позвана на одговорност за неуспјех Културне револуције. Пошто су његови главни противници уклоњени, Денг Сјаопинг је преузео власт 1978. године и покренуо значајне економске реформе. Партија је смањила своју свеобухватну контролу, а комуне су постепено распуштене у корист радног уговора са домаћинством. Ово је означило прелазак Кине из планске привреде у мјешовиту привреду са све већим окружењем отвореног тржишта. Кина је усвојила садашњи устав 4. децембра 1982. године. Насилно сузбијање студентских протеста на Тргу Тјенанмен 1989. донијело санкције кинеској власти од разних земаља. Политички и економски притисци нису зауставили раст значаја Народне Републике Кине, а то је јасно показало свечано мирно припајање Хонгконга 1. јула 1997. године коме је присуствовао Председник Кине и њене комунистичке партије Ђијанг Цемин.
Ђанг Цемин, Ли Пенг и Џу Жунгђи су предводили земљу деведесетих година 20. вијека. Под њиховом управом, кинески економски резултати извукли су из сиромаштва око 150 милиона сељака и одржали просјечну годишњу стопу раста бруто домаћег производа од 11,2%. Земља се придружила Свјетској трговинској организацији 2001. године и задржала високу стопу економског раста за вријеме руководства Ху Ђинтаоа и Вена Ђабаоа у првом десетљећу 21. вијека. Међутим, раст је озбиљно утицао на ресурсе и животну средину, а проузроковао је велика социјална расељавања. Животни стандард се наставио брзо побољшавати упркос Свјетској економској кризи, али политичка контрола је остала чврста.
Припреме за декадну промјену руководства 2012. године обиљежили су фракцијски спорови и политички скандали. Током 18. националног конгреса Комунистичке партије у новембру 2012, Ху Ђинтао је замијенио Генерални секретар Комунистичке партије Си Ђинпинг. Под Сијем, кинеска влада је започела велике напоре на реформи своје економије, која је претрпјела структурне нестабилности и успоравање раста.

## Политички систем
Према уставу Народна Република Кина је „социјалистичка држава под народном демократском диктатуром коју води радничка класа и заснована је на савезу радника и сељака” и да државни органи „примјењују принцип демократског централизма”. Кина је једина социјалистичка држава на свијету која изричито има за циљ изградњу комунизма. Кинеску владу различито описују као комунистичку и социјалистичку, али и као ауторитарну и корпоративистичку, са великим ограничењима у многим областима, посебно против слободног приступа интернету, слободе штампе, слободе окупљања, права на породицу, слободног формирања друштвених организација и слободе вјероисповијести. Тренутни политички, идеолошки и економски систем Кине представници власти су именовали као „консултативна демократија”, „народна демократска диктатура”, „социјализам са кинеским особинама” (што је марксизам прилагођен кинеским околностима) и „социјалистичка тржишна привреда”. Према Лутгард Ламс, „предсједник Си чини велике покушаје да ’синизује’ марксистичко-лењинистичку мисао ’са кинеским особинама’ у политичкој сфери”.

### Комунистичка партија
Од 2018. године, главни дио устава Кине гласи „кључно својство социјализма са кинеским особинама јесте руководство Комунистичка партија Кине (КПК)”. Амандмани усвојени 2018. конституисали су дефакто једностраначки систем Кине, гдје је Генерални секретар (лидер странке) има крајњу моћ и ауторитет над државом и владом и служи као врховни вођа Кине. Изборни систем је пирамидални. Мјесни Народни конгреси се бирају непосредно, а више нивое Народних конгреса до Националног народног конгреса посредно бира Народни конгрес један степен ниже. Политички систем је децентрализован, а покрајински и подпокрајински челници имају значајну аутономију. Још осам политичких странака има своје представнике у Националном народном конгресу и Народној политичкој консултативној конференцији. Кина заступа лењинистички принцип „демократског централизма”, али критичари описују Национални народни конгрес као „гумени печат”, тијело које има значајну дејуре моћ, али дефакто та моћ је мала.

### Влада
Предсједник је титуларни шеф државе, а бира га Национални народни конгрес. Премијер је шеф владе, предсједава Државним савјетом којег чине четири потпредсједника владе и шефови министарстава и комисија. Тренути предсједник је Си Ђинпинг, који је такође и Генерални секретар Комунистичке партије и Предсједавајући Централне војне комисије, што га чини врховним вођом Кине. Тренутни премијер је Ли Кећанг, који је такође старији члан Сталног комитета Политбироа Комунистичке партије, дефакто највише тијело које доноси одлуке у Кини.
Било је неколико потеза ка политичкој либерализацији, јер се сада спроводе избори на сеоском и градском нивоу. Међутим, Партија задржава ефективну контролу над именовањима владиних званичника: у недостатку смислене опозиције, КПК уобичајено односи побједу. Си је 2017. године позвао Комунистичку партију да додатно појача стисак у земљи, подржи јединство партијског руководства и оствари „кинески сан о националном подмлађивању”. Политичке забринутости у Кини укључују растући јаз између богатих и сиромашних и корупцију у влади. Ипак, ниво подршке јавности влади и њеном управљању државом је висок, а 76% кинеских грађана изразило је задовољство централном владом, према истраживању из 2017. године.

### Административна подела
Народна Република Кина врши јурисдикцију над 22 покрајине, пет аутономних области (свака са одређеним мањинским народом), четири града под непосредном контролом — за које се користи заједнички назив „копнена Кина” — као и специјалне административне области Хонгконг и Макао. Географски, свих 31 административна јединица копнене Кине се може груписати у шест регија: источна Кина, југозападна Кина, јужна средња Кина, сјеверна Кина, сјевероисточна Кина и сјеверозападна Кина.
Кина сматра Тајван својом 23. покрајином, иако Тајваном управља Република Кина, међународном непризната држава. Супротно томе, Република Кина претендује на територију коју контролише Народна Република Кина.
| Покрајине                                                                                         | Покрајине                                                                                         | Покрајине                                                          | Покрајине                                                            | Покрајине                                                    | Покрајине                                      |
| ------------------------------------------------------------------------------------------------- | ------------------------------------------------------------------------------------------------- | ------------------------------------------------------------------ | -------------------------------------------------------------------- | ------------------------------------------------------------ | ---------------------------------------------- |
| - Анхуеј (安徽) - Гансу (甘肃) - Гуангдунг (广东) - Гуејџоу (贵州)                                | - Ђангсу (江苏) - Ђангси (江西) - Ђилин (吉林) - Јунан (云南)                                     | - Љаонинг (辽宁) - Сичуан (四川) - Тајван (台湾) - Ћингхај (青海)  | - Фуђен (福建) - Хајнан (海南) - Хебеј (河北) - Хејлунгђанг (黑龙江) | - Хенан (河南) - Хубеј (湖北) - Хунан (湖南) - Џеђанг (浙江) | - Шенси (陕西) - Шандунг (山东) - Шанси (山西) |
| Аутономне области                                                                                 | Аутономне области                                                                                 | Градови под непосредном управом                                    | Градови под непосредном управом                                      | Специјалне административне области                           | Специјалне административне области             |
| - Гуангси (广西) - Нингсја (宁夏) - Синкјанг (新疆) - Тибет (西藏) - Унутрашња Монголија (内蒙古) | - Гуангси (广西) - Нингсја (宁夏) - Синкјанг (新疆) - Тибет (西藏) - Унутрашња Монголија (内蒙古) | - Пекинг (北京) - Тјенцин (天津) - Чунгкинг (重庆) - Шангај (上海) | - Пекинг (北京) - Тјенцин (天津) - Чунгкинг (重庆) - Шангај (上海)   | - Макао (澳門) - Хонгконг (香港)                             | - Макао (澳門) - Хонгконг (香港)               |

### Спољни односи
Кина има дипломатске односе са 175 земаља и одржава амбасаде у 162 земље. Република Кина и неколико земаља оспоравају њен легитимитет; то је највећа и најнасељенија дјелимично међународно непризната држава. Народна Република Кина је 1971. замијенила Републику Кину као једини представник Кине у Организацији уједињених нација и као једна од пет сталних чланица Савјета безбједности ОУН-а. Кина је бивша чланица и лидер Покрета несврстаних, а себе и даље сматра заступник земаља у развоју. Заједно са Бразилом, Индијом, Јужном Африком и Русијом, Кина је чланица БРИКС-а, скупине великих привреда у настајању и била је домаћин трећег званичног самита скупине у Санји у Ханану 2011. године.
У складу са својим тумачењем политике Једна Кина, Пекинг је учинио предуслов за успостављање дипломатских веза при којим су друге земље признале претендовање НРК на Тајван и раскинуле службене односе са Владом Републике Кине. Кинески званичници су протестовали у више наврата када су стране земље вршиле дипломатско отварање ка Тајвану, посебно по питању продаје наоружања.
Велики дио тренутне кинеске спољне политике заснива се на Пет принципа мирног суживота премијера Џоуа Енлаја, а спољна политика се такође води и концептом „хармоније без униформности”, која подстиче дипломатске односе између држава упркос идеолошким разликама. Ова политика је можда навела Кину да подржи државе које западне државе, као што су Зимбабве, Сјеверна Кореја и Иран, сматрају опасним или репресивним. Кина има блиске привредне и војне односе са Русијом, а двије државе често у сагласности гласају у Савјету безбједности ОУН-а.

#### Трговински односи
Кина је постала највећа трговинска држава на свијету 2013. године, мјерено збиром увоза и извоза. До 2016. Кина је била највећи трговински партнер за 124 земље. Кина је постала чланица Свјетске трговинске организације 11. децембра 2001. Предложила је 2014. потпуно нови формат Источноазијског самита, као форум за питања регионалне безбједности.
Кина има дуготрајне и сложене трговинске односе са Сједињеним Америчким Државама. Конгрес САД је 2000. одобрио „сталне нормалне трговинске односе” са Кином, омогућавајући кинески извоз по истим ниским царинама на робу као за робу из већине других земаља. Кина има значајан суфицит у трговини са САД, што САД чини најважнијим извозним тржиштем за Кину. Почетком другог десетљећа 20. вијека амерички политичару су тврдили да је кинески јуан био значајно потцијењен, чиме је Кини дата неправедна трговинска предност.
Од почетка вијека, Кине слиједи политику повезивања са афричким земљама у трговинским и билатералним односима; кинеско-афричка трговина 2012. године износила је преко 160 милијарди америчких долара. Према Мадисон Кондон, Кина финансира више инфраструктурних пројеката у Африци него Свјетска банка и даје милијарде долара зајмова са малим каматама привредама у развоју на афричком континенту.
Кинеска иницијатива Појас и пут значајно се проширила посљедњих шест година и од априла 2020. укључује 138 земаља и 30 међународних организација. Међутим, многи од зајмова датих у оквиру иницијативе Појас и пут су неодрживи и Кина се суочила са низом захтјева држава дужница за ослобађањем од дуга.

## Привреда
Према подацима Међународног монетарног фонда номинални БДП Кине је 2014. износио 10.355.350.000.000 америчких долара. Бруто друштвени производ мерен паритетом куповне моћи исте године је износио 17.632.014.000.000 америчких долара. По једном од два критеријума Кина је на првом месту у свету испред Сједињених Америчких Држава. Номинални БДП по становнику 2014. године је износио 7.572 US$, док је БДП мерен паритетом куповне моћи по становнику износио 12,893 US$.

### Економска историја
Од оснивања 1949. до краја 1978. године, Народна Република Кина је имала планску привреду совјетског типа. Након смрти Мао Цедунга 1976. године и краја Културне револуције, Денг Сјаопинг и ново кинеско руководство почиње са реформама ка стварању тржишне привреде уз одређену улогу државе. Колективизација пољопривреде је напуштена, земљишни поседи су приватизовани а трговина са иностранством је постала главна оријентација државе, због чега су створене Посебне привредне зоне. Неефикасна државна предузећа су реструктурисана а непрофитабилна су одмах затворена што је довело до великих отпуштања радника. За данашњу Кину је карактеристично постојање тржишне привреде засноване на приватном власништву, и она је један од најбољих примера државног капитализма. Држава и даље има главну улогу у стратешким привредним гранама као што су енергетика и тешка индустрија али се број приватних предузећа повећава огромном брзином па је 2008. регистровано тридесет милиона приватних фирми у Кини.
Од почетка економске либерализације 1978. године, Кина има једну од најбрже растућих привреда света. Раст њене привреде углавном се заснива на инвестицијама и извозу. Према подацима ММФ-а, просечан годишњи раст БДП-а Кине између 2001. и 2010. износио је 10,5%, док је између 2007. и 2011. био једнак укупном расту свих земаља чланица групе Г7. Висока продуктивност, ниски трошкови рада и релативно добра инфраструктура омогућили су јој да постане светски лидер у производњи. Међутим, проблем кинеске привреде је неефикасно коришћење велике количине енергије; што је допринело да 2010. године Кина постане највећи потрошач енергената на свету. Септембра 2013. Кина је постала највећи увозник нафте на свету, док за подмирење више од 70% потреба за енергијом и даље користи угаљ. Почетком друге деценије 21. века, стопа раста кинеске привреде почела је да се смањује, чему су допринели проблеми на домаћем тржишту кредита, смањена тражња за кинеском робом у свету и светска економска криза.

### Кинеска привреда у свету
Кина је чланица Светске трговинске организације и земља је са највећим обимом спољне трговине, која је 2012. године износила 3,87 билиона долара. Крајем 2010. Кина је располагала далеко највећим девизним резервама на свету у вредности од 2,85 билиона долара, што је представљало повећање од 18,7% у односу на претходну годину. Током 2012, Кина је привукла највише страних директних инвестиција у износу од 253 милијарде долара, док су кинеске инвестиције у иностранству исте године износиле 62,4 милијарде долара. Процењује се да је 2009. Кина имала 1,6 билиона долара у хартијама од вредности америчке владе, и да је међу страним државама била највећи власник јавног дуга САД са 1,16 билиона долара обвезница министарства финансија САД. Због потцењеног курса своје валуте Кина је изложена критикама представника водећих светских привреда, као и због производње великих количина кривотворене робе. Консултантска фирма Макинси процењује да су укупна ненаплатива потраживања нарасла са 7,4 билиона долара у 2007. на 28,2 билиона долара у 2014. години, што представља 228% БДП-а Кине.
| Поређење номиналних БДП-а највећих светских привреда у милијардама америчких долара, према подацима ММФ-а. |

По конкурентности привреде Кина је 2009. године била на 29. месту у свету, док је према условима пословања 2011. године сврстана на 136. место од 179 земаља. На списку 500 највећих предузећа на свету за 2014. годину часописа Форчен (енгл. Fortune) нашло се и 95 из Кине, са укупним приходима од 5,8 билиона долара. Исте године, Форбс је објавио да је пет од десет највећих предузећа, чијим се акцијама може слободно трговати, из Кине. Међу њима је и банка са највећим штедним улозима, Индустријска и трговачка банка Кине.

## Наука и технологија

### Историја
Кина је била светски лидер у науци и технологији до Минг династије. Четири велика открића древне Кине: прављења папира, компаса, барута и штампарство су се прошириле широм Азије и Европе. Међутим, кинеске научне активности су се смањиле у 14. веку. За разлику од научника у Европи који су прошли кроз научну револуцију, средњовековни кинески мислиоци нису покушали да редукују опсервације природе на математичке законе, и нису формирали школовану заједницу која би могла да има критичко мишљење и могла да преиспитује научни допринос других. Кинеско друштво се концентрисало на литературу, уметност, јавну администрацију, док се наука и технологија сматрала тривијалним и мање битним.
Након више војних пораза у сукобима са западним нацијама у 19. веку, кинески реформисти су почели да промовишу модерну науку и технологију као део политике јачања државе. Грађански рат у Кини се завршио 1949. победом Комунистичке партије, а напори да се организује наука у технологија били су засновани на моделу Совјетског Савеза. Културна револуција (1966—76) имала је катастрофалан утицај на кинеску науку истраживања, јер су научници били прогањани а улагање у истраживања и образовање је било редуковано. Након смрти Мао Цедунга 1976, улагање у науку и технологију је драстично повећано јер је преовладало мишљење да је то стуб модернизације, а започела је и реформа образовног система.

### Модерна ера
После културне револуције, Кина је брзо постала једна од светских водећих технолошких сила, улажући преко 100 милијарде долара у научна истраживања и развој у 2011. На науку и технологију се гледа као битну ствар за постизање економских и политичких циљева, а сматра се да је то и извор националног поноса до нивоа да се то описује као „техно-национализам“.
Кина је брзо развила образовани систем у коме је наглашен значај науке, математике и инжењеринга; само у 2009. преко 10.000 инжењера је докторирали, а 500.000 дипломирало, што је више од било које друге државе. Кина је такође друга у свету по броју објављених научних радова, само у 2010. објављено је 121.500, укључујући 5.200 у водећим међународним часописима. Кинеске компаније попут Huawei и Lenovo су светски лидери у телекомуникацијама и рачунарству, а кинески суперрачунари се редовно рангирају међу најјачима. Кина је такође и највећи инвеститор у технологије обновљиве енергије.
Кинески космички програм је један од најактивнијих у свету и важан извор националног поноса. Први сателит из Кине је лансиран 1970, а 2003. Кина је постала трећа држава која је самостално послала људску посаду у свемир. 2008. године Кина је извела прву мисију у којој је изведена прва активност ван ракете у Шенгџоу 7 мисији. 2011. је лансирана прва кинеска свемирска станица Тиангонг-1, као први део изградње велике свемирске станице са људском посадом до 2020. Кинески лунарни програм има за план да се 2013. лансира и на месец слети беспилотна летелица, а мисија са лунарним слетањем се планира за 2025.

## Инфраструктура

### Телекомуникације
Број корисника мобилне телефоније у Кини већи је од једне милијарде по чему је прва на свету. Такође је и земља са највише корисника интернета, којих је 2013 било више од 591 милиона, или 44% становништва. Просечна брзина интернета је 2013. износила 3,14 мегабита у секунди.
Чајна телеком и Чајна јуником са 20% светског тржишта широкопојасног интернета заузимају прве две позиције у глобалним оквирима. Чајна телеком има 50 милиона претплатника, док Чајна јуником има више од 40 милиона корисника.
Кина тренутно развија сопствени систем сателитске навигације под именом COMPASS, који је 2012. почео са радом у Азији, а остатак света би требало да покрије до 2020. године.

### Саобраћај
Од краја деведесетих година 20. века, мрежа путева Кине је значајно увећана путем креирања мреже ауто-путева. Крајем 2012. дужина ауто-путева у Кини је досегла 96.000 km, при чему је само у 2012. направљено 11.000 km. Број власника приватних аутомобила је значајно расте, тако да су 2009. године претекли број продатих возила у САД, са укупним бројем продатих возила од преко 13,6 милиона. Аналитичари су предвидели да се годишња продаја возила у Кини може да порасте на чак 40 милиона годишње до 2020. Споредни ефекат рапидног раста мреже путева и возила је значајан раст саобраћајних несрећа, углавном због лоше спроведених саобраћајних закона, тако да је само у 2011. страдало 62.000 људи у саобраћајним несрећама.
Кина поседује најдужу мрежу пруга високих брзина са преко 9.767 km. Од тога 3.515 km су пруге са брзинама од преко 300 km. У 2011. је у Кини направљен први воз за високе брзине без стране помоћи. Кина намерава да изгради до 2020. мрежу од 16.000 km пруга високих брзина. Системи брзог транспорта људи се нашироко граде у кинеским градовима у форми мрежа подземних система. Кина такође развија сателитски навигациони систем, који је започео са пружањем комерцијалних навигационих услуга широм Азије 2012. године, а у плану је да се до 2020. постигне покривање целе планете.
Кина је тренутно (2013) највећи градитељ нових аеродрома, а кинеска влада спроводи петогодишњи план улагања од 250 милијарди долара да развије и модернизује домаћи путнички транспорт. У урбаним срединама, и поред раста броја аутомобила, бицикле остају веома значајан вид транспорта, тако да је 2012. године у Кини постоји око 470 милиона бицикла.

## Становништво
У Кини је 2013. живело 1.360.720.000 људи, док тренутно живи 1.436.157.181 људи. Мушкарци чине 51,24%, а жене 48,76% становништва. У градовима живи 53,73 а у селима 46,27% становника Кине. Особе млађе од 15 година чине 16,4%, особе између 15 и 65 година чине 73,9% а особе старије од 65 година чине 9,7% становништва. Природни прираштај 2013. године је износио 4,92‰, стопа фертилитета је 12,08‰ док је стопа морталитета 7,16‰.
Од почетка економских реформи 1978. године у Кини је знатно смањено сиромаштво па је број људи који живе са мање од једног долара дневно пао са 64% на данашњих 10%. Незапосленост у градским срединама 2007. године је износила 4% а данас се креће око 4,1%.

Услед изузетно великог броја становника и смањења природних ресурса кинеска влада је од 1979. до 2015. спроводила политику којом је желела да ограничи раст популације познате као политика једног детета. Пре 2013. године, овом политиком су породице биле ограничене на једно дете, уз изузетке за националне мањине и породице у сеоским срединама. Децембра 2013. ублажена је политика једног детета тиме што је породицама дозвољено да имају двоје деце уколико је један од родитеља јединац. Кинески министар за планирање породице 2008. године је обзнанио да ће се политика једног детета спроводити барем до 2020. године. Отпор политици једног детета нарочито је изражен у сеоским срединама, првенствено због потребе радном снагом и традиционалним преферирањем дечака. Породице које прекрше ову политику често се лажно изјашњавају приликом пописа становништва. Крајем октобра 2015. године кинеске власти најавиле су укидање политике једног детета, и најавиле да ће парови убудуће моћи да имају двоје деце. 
Политика рађања, уз традиционално преферирање дечака, допринела је несразмери полова код новорођенчади. На основу резултата пописа из 2010. године, на сваких 100 девојчица рођено је 118,06 дечака, што је далеко више него у остатку света где се на 100 девојчица рађа 105 дечака. Међутим, однос полова данас је уравнотеженији него почетком педесетих година 20. века када су мушкарци чинили 51,82% становништва.

### Етничке групе
У Кини је званично признато 56 етничких група, од којих су највећа Хан Кинези, који чине 91,51% становништва. Хан Кинези – највећа етничка група на свету – чине већину у свим провинцијама и аутономним покрајинама изузев Тибета и Синкјанга. Према резултатима пописа из 2010. националне мањине чине 8,49% становника Кине. У поређењу са пописом из 2000. број припадника народа Хан је повећан за 66.537.177 људи, или 5,74%, док је укупно број припадника 55 националних мањина повећан за 7.362.627 особа, или 6,92%. Пописом из 2010. евидентирана су и 593.832 страна држављана која живе у Кини. Највише странаца је из Јужне Кореје (120.750), САД (71.493) и Јапана (66.159).

### Језици
У Кини је у употреби 297 живих језика. Преовлађују језици синтичке гране сино-тибетских језика, међу којима су мандарински (матерњи језик 70% становника Кине), и други кинески језици: ву (укључујући шангајски), јуе (укључујући кантонски и тајшански), мин (укључујући хокијен и чаошан), сјанг, ган, хака. Тибетско-бурмански језици који се говоре у Кини су: тибетски, ћанг, насји, ји. Говорници ових језика живе углавном на тибетској и на висоравни Јунан-Гуејџоу. Међу мањинске језике у југозападној Кини спадају тај-кадајски језици џуанг, тај, дунг и суеј, затим хмног-мјен језици мјао и јао, и аустроазијски језик ва. У североисточној и северозападној Кини мањински народи говоре алтајским језицима укључујући манџу, монголски и неколико туркијских језика: ујгурски, казашки, киргиски, саларски и западноујгурски. Корејски се говори углавном дуж границе са Северном Корејом. Једини индо-европски језик у Кини је сариколи, којим говоре Таџици у западном Синкјангу.
Стандардни мандарински, варијанта мандаринског заснована на пекиншком дијалекту, службени је језик државе. Такође, њега за споразумевање користе особе којима је матерњи неки од мањинских језика.
Хиљадама година за писање синтичких језика користе се кинески карактери. Помоћу њих могућа је писана комуникација међу говорницима узајамно неразумљивих кинеских језика и дијалеката. Кинеска влада је 1956. увела у употребу поједностављено кинеско писмо које је временом потиснуло старије традиционално писмо на простору НР Кине. Латиничко писмо намењено транскрипцији кинеских карактера је пинјин. Тибетанци користе алфабет заснован на индијском писму. Ујгурски се углавном пише персијско-арапским писмом. Манџу и монголско писмо у Кини је настало из староујгурског алфабета. Модерни џуанг користи латиничко писмо.

### Градови
Током последњих деценија кинески градови су се веома развили. Проценат становништва које живи у градским срединама порастао је са 20% 1990. на више од 50% у 2014. години. Процењује се да ће до 2030. у кинеским градовима живети милијарду људи, што ће представљати једну осмину човечанства. Године 2012. било је више од 262 милиона миграната у Кини, углавном људи са села који су у градове дошли у потрази за послом.
У Кини постоји више од 160 градова са преко милион становника, међу којима је и седам мегалополиса (градова са више од десет милиона становника) Чунгкинг, Шангај, Пекинг, Гуангџоу, Тјенцин, Шенџен, и Вухан. Процењује се да ће до 2025. у Кини постојати више од 221 града са преко милион становника. Услед великог броја људи који флуктуирају тј. миграната тешко је прецизно спровести попис становништва у градовима; подаци испод обухватају само сталне становнике.
| Највећи градови у Кини Извор: Попис становништва 2020. | Највећи градови у Кини Извор: Попис становништва 2020. | Највећи градови у Кини Извор: Попис становништва 2020. | Највећи градови у Кини Извор: Попис становништва 2020. | Највећи градови у Кини Извор: Попис становништва 2020. | Највећи градови у Кини Извор: Попис становништва 2020. | Највећи градови у Кини Извор: Попис становништва 2020. | Највећи градови у Кини Извор: Попис становништва 2020. | Највећи градови у Кини Извор: Попис становништва 2020. | Највећи градови у Кини Извор: Попис становништва 2020. |
|                                                        | №                                                      | Град                                                   | Покрајина                                              | Популација                                             | №                                                      | Град                                                   | Покрајина                                              | Популација                                             |                                                        |
| ------------------------------------------------------ | ------------------------------------------------------ | ------------------------------------------------------ | ------------------------------------------------------ | ------------------------------------------------------ | ------------------------------------------------------ | ------------------------------------------------------ | ------------------------------------------------------ | ------------------------------------------------------ | ------------------------------------------------------ |
| Шангај Пекинг                                          | 1.                                                     | Шангај                                                 | Шангај                                                 | 24.281.400                                             | 11.                                                    | Хонгконг                                               | Хонгконг                                               | 7.448.900                                              | Гуангџоу Шенџен                                        |
| Шангај Пекинг                                          | 2.                                                     | Пекинг                                                 | Пекинг                                                 | 19.164.000                                             | 12.                                                    | Џенгџоу                                                | Хенан                                                  | 7.179.400                                              | Гуангџоу Шенџен                                        |
| Шангај Пекинг                                          | 3.                                                     | Гуангџоу                                               | Гуангдунг                                              | 13.858.700                                             | 13.                                                    | Нанкинг                                                | Ђангсу                                                 | 6.823.500                                              | Гуангџоу Шенџен                                        |
| Шангај Пекинг                                          | 4.                                                     | Шенџен                                                 | Гуангдунг                                              | 13.438.800                                             | 14.                                                    | Сијан                                                  | Шенси                                                  | 6.642.100                                              | Гуангџоу Шенџен                                        |
| Шангај Пекинг                                          | 5.                                                     | Тјенцин                                                | Тјенцин                                                | 11.744.400                                             | 15.                                                    | Ђинан                                                  | Шандунг                                                | 6.409.600                                              | Гуангџоу Шенџен                                        |
| Шангај Пекинг                                          | 6.                                                     | Чунгкинг                                               | Чунгкинг                                               | 11.488.000                                             | 16.                                                    | Шенјанг                                                | Љаонинг                                                | 5.900.000                                              | Гуангџоу Шенџен                                        |
| Шангај Пекинг                                          | 7.                                                     | Дунгуан                                                | Гуангдунг                                              | 9.752.500                                              | 17.                                                    | Ћингдао                                                | Шандунг                                                | 5.501.400                                              | Гуангџоу Шенџен                                        |
| Шангај Пекинг                                          | 8.                                                     | Ченгду                                                 | Сичуан                                                 | 8.875.600                                              | 18.                                                    | Харбин                                                 | Хејлунгђанг                                            | 5.054.500                                              | Гуангџоу Шенџен                                        |
| Шангај Пекинг                                          | 9.                                                     | Вухан                                                  | Хубеј                                                  | 8.652.900                                              | 19.                                                    | Хефеј                                                  | Анхуеј                                                 | 4.750.100                                              | Гуангџоу Шенџен                                        |
| Шангај Пекинг                                          | 10.                                                    | Хангџоу                                                | Џеђанг                                                 | 8.109.000                                              | 20.                                                    | Чангчуен                                               | Ђилин                                                  | 4.730.900                                              | Гуангџоу Шенџен                                        |